# Hanne Haugland
Hanne Haugland (Haugesund, Noruega, 14 de diciembre de 1967) es una atleta noruega, especializada en la prueba de salto de altura en la que llegó a ser campeona mundial en 1997.

## Carrera deportiva
En el Mundial de Atenas 1997 ganó la medalla de oro en el salto de altura, logrando saltar 1.99 metros, por delante de la rusa Olga Kaliturina y la ucraniana Inha Babakova, ambas empatadas con la plata con un salto de 1.96 m.